# Diana Andringa
Pour les articles homonymes, voir Andringa.
Diana Andringa (née le 21 août 1947 à Chitato en Angola) est une journaliste, chroniqueuse, réalisatrice et productrice de documentaires, vivant au Portugal. Elle est particulièrement connue pour avoir co-réalisé le film bissau-guinéen The Two Faces of War avec Flora Gomes.

## Biographie
Diana Andringa est née le 21 août 1947 dans le village de Dundo, à Chitato, dans la province de Lunda-Nord, en Angola. Son père, employé de la société Diamang, est témoin du racisme et de la ségrégation raciale au sein de l'entreprise. En 1958, la famille déménage au Portugal où Diana Andringa fréquente l'école secondaire. .

## Carrière
En 1964, elle rejoint la Faculté de Médecine de l'Université de Lisbonne. En 1965, elle se dirige ensuite vers le journalisme en utilisant les bulletins universitaires. En 1967, elle collabore avec les bulletins Diário Popular et Diário de Lisboa.  En 1968, elle suit le premier cours de journalisme organisé par le Syndicat des journalistes portugais. Elle entre ensuite à la rédaction du magazine Vida Mundial.  Andringa devient rédactrice marketing après avoir quitté son poste. En janvier 1970, le PIDE l'arrête et la condamne à une peine de 20 mois de prison pour avoir défendu publiquement l'indépendance de l'Angola.
Après sa libération de prison, elle s'engage comme journaliste au Diário de Lisboa en 1971. Elle s'installe à Paris en 1972 et étudie la sociologie à l'université Paris 8 Vincennes-Saint-Denis. Après son diplôme, elle repart au Portugal en 1973. Elle rejoint le magazine Vida Mundial et travaille de 1976 à 1977.  En 1978, elle se dirige vers le journalisme télévisé et collabore avec de nombreuses chaînes de télévision et programmes tels que Zoom, Triangular, Information 2, Major Reporting et Special Projects.  Jusqu'en 2001, elle travaille comme journaliste pour la RTP et a produit l'émission populaire Artigo 37 diffusée sur la RTP2. Entre-temps, elle est chroniqueuse au Diário de Notícias, au RDP et au Público. Elle est ensuite directrice adjointe à temps partiel du Diário de Lisboa de 1989 à 1990.
De 1998 à 2001, elle est nommée directrice adjointe de l'information à la RTP1. De 2000 à 2001, elle est directrice adjointe de RTP2. Outre ces fonctions, elle siège à la Commission des travailleurs du RTP de 1993 à 1998 et est présidente du conseil d'administration de 1996 à 1998.  Elle préside l'Assemblée générale du Syndicat des journalistes de 1998 à 2001.  En tant que professeure, elle enseigne à l'École d'Éducation de l'Institut Polytechnique de Setúbal (1998-1999), et à l'École de Communication Sociale de l'Institut Polytechnique de Lisbonne (1998-2001) . En 2013, elle obtient un doctorat en sociologie de la communication de l'ISCTE-Institut universitaire de Lisbonne.
Andringa devient réalisatrice de documentaires indépendants après avoir terminé sa carrière de journaliste. De nombreux documentaires acclamés par la critique ont été réalisés par elle, tels que Timor-Leste, Le rêve du crocodile, Les deux visages de la guerre, Dundo, Mémoire coloniale et Tarrafal : Souvenirs du Campo da Morte Lenta.  En 1984, elle participe au film O Lugar do Morto d'António-Pedro Vasconcelos.

## Publications
En tant qu'auteure, elle a publié quatre livres :
- Em Defesa de Aquilino Ribeiro (1994)

- Demasiado! Uma Viagem ao Mundo dos Refugiados (1996)
- Funcionários da Verdade: Profissionalismo e Responsabilidade Social dos Jornalistas do Serviço Público de Televisão (2014)
- Joaquim Pinto de Andrade, Uma Quase Autobiografia (2017).

## Filmographie
- 1975 - De sol à sol
- 1981 - Goa, 20 années après
- 1983 - Aristide de Sousa Mendes, le consul injuste
- 1985 - Iraque, o país dos dois rios
- 1994 - O Caso Big Dan's (à propos de l'affaire de viol de Cheryl Araujo )
- 1995 - Humberto Delgado : évidemment, assassinaram-non
- 1996 - Fonseca e Costa : A descoberta da vida, da luz e da liberdade, aussi
- 1996 - Corte de Cabelo: histoire de l'amour, Lisbonne, années 90
- 1996 - Vergílio Ferreira : retour à la minute près
- 1996 - Rómulo de Carvalho et Seu Amigo António Gedeão
- 1997 - António Ramos Rosa - estou vivant et écrit sol
- 1997 - Jorge de Sena - un domaine dédié à l'honneur de son vivant
- 1995 - Identification d'un pays
- 1998 - José Rodrigues Miguéis: um homem do povo na história da República
- 2002 - Clandestin
- 2002 - Timor-Leste : O sonho do Crocodilo
- 2002 - Engenho e Obra: Années d'ingénierie au Portugal
- 2007 - Guiné-Bissau : As duas faces da guerra (co-réalisé avec Flora Gomes )
- 2011 - Tarrafal - Mémoires du champ de la mort lenta
- 2009 - Dundo, mémoire coloniale
- 2015 - Operação Angola : Fugir pour Lutar.

## Distinctions
- 1997 : Décorée de l'Ordre du Prince Henri
- 2006 : Grand Officier de l'Ordre de la Liberté par l'Ordre Portugais[9]
- 2017 : prix Maria Isabel Barreno pour sa contribution au journalisme[10].